# Statuto per l'autonomia di Porto Rico
Lo Statuto per l'autonomia di Porto Rico (in inglese Charter of Autonomy for Puerto Rico, in spagnolo: Carta Autonómica de 1897 de Puerto Rico) è un documento risalente al 25 novembre 1897, firmato dalla Spagna, grazie al quale veniva riconosciuta una parziale indipendenza per la colonia di Porto Rico.
Le premesse che portarono alla firma di questo statuto sono da ricercare nella precedente rivolta del Grito de Lares, nel 1868, e soprattutto nel movimento autonomo portoricano, capeggiato prima da Román Baldorioty de Castro e dopo da Luis Muñoz Rivera, il quale, assieme ad altri indipendentisti, convinse il governo spagnolo al riconoscimento dello statuto stesso.
Lo statuto fu seguito, poco dopo, dal Trattato di Parigi del 1898, che venne stipulato alla fine della guerra ispano-americana, con il quale a Porto Rico cessò il dominio spagnolo e l'isola venne ceduta agli Stati Uniti d'America.